# Lac du Bourdon
Pour les articles homonymes, voir Bourdon.
Le lac du Bourdon est un lac artificiel situé en Bourgogne (administrativement la Bourgogne-Franche-Comté) dans le département de l'Yonne, sur le territoire des communes de Saint-Fargeau et Moutiers-en-Puisaye.
Il fait partie du bassin versant de la Seine.

## Présentation
Ce lac en forme de cheval est le plus vaste de la Puisaye, qui en compte une multitude.
Il est aussi appelé « réservoir du Bourdon » ou encore « lac réservoir » car il a été créé en 1901 pour alimenter le canal de Briare.
Il doit son nom au ruisseau de Bourdon (13,2 kilomètres) qui prend source sur Treigny et alimente également la pièce d'eau du château de Saint-Fargeau, situé à trois kilomètres en aval du lac.
Il est contourné par une route forestière d'une dizaine de kilomètres.

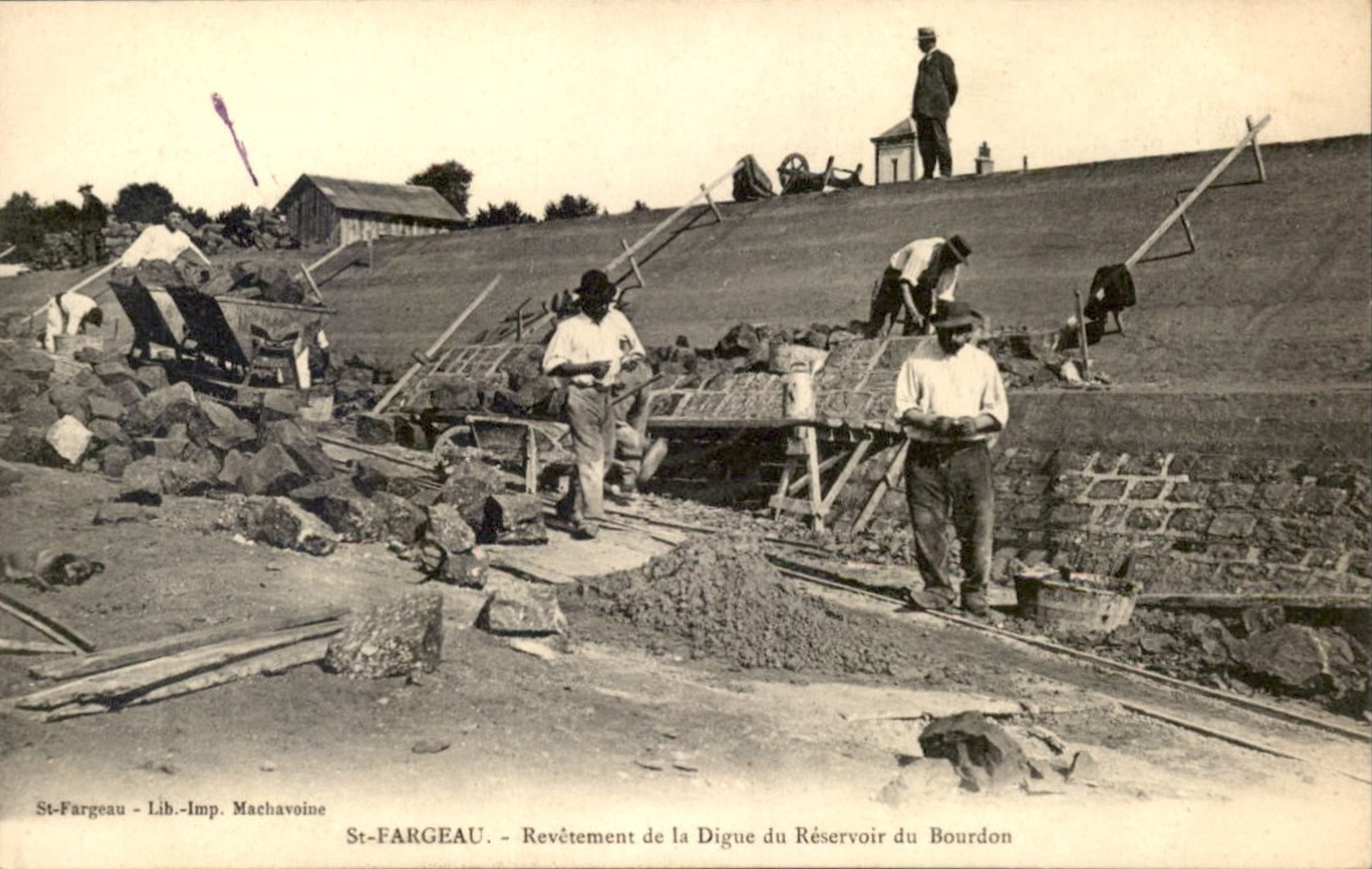
Construction de la digue nord.
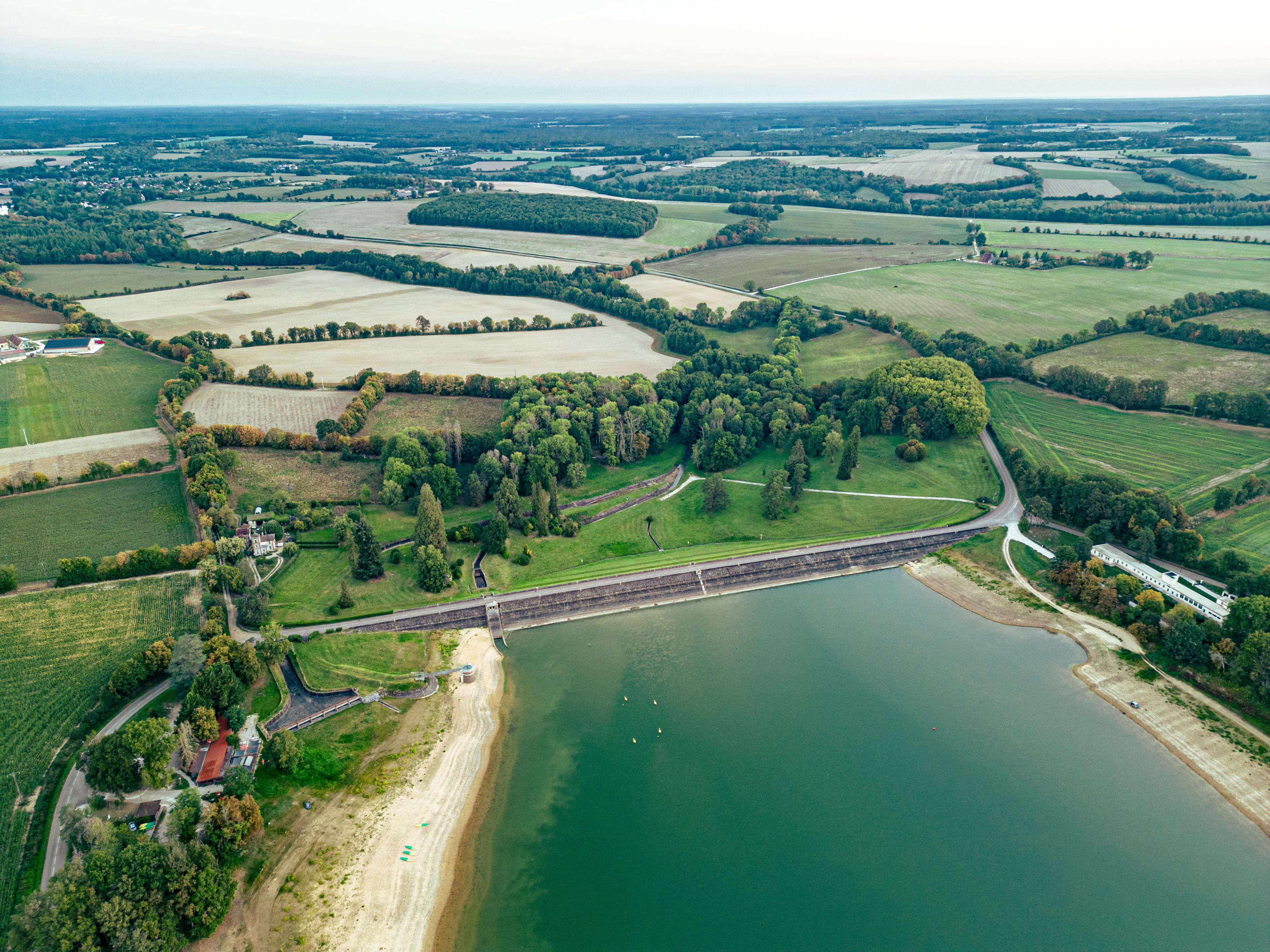
Digue nord.
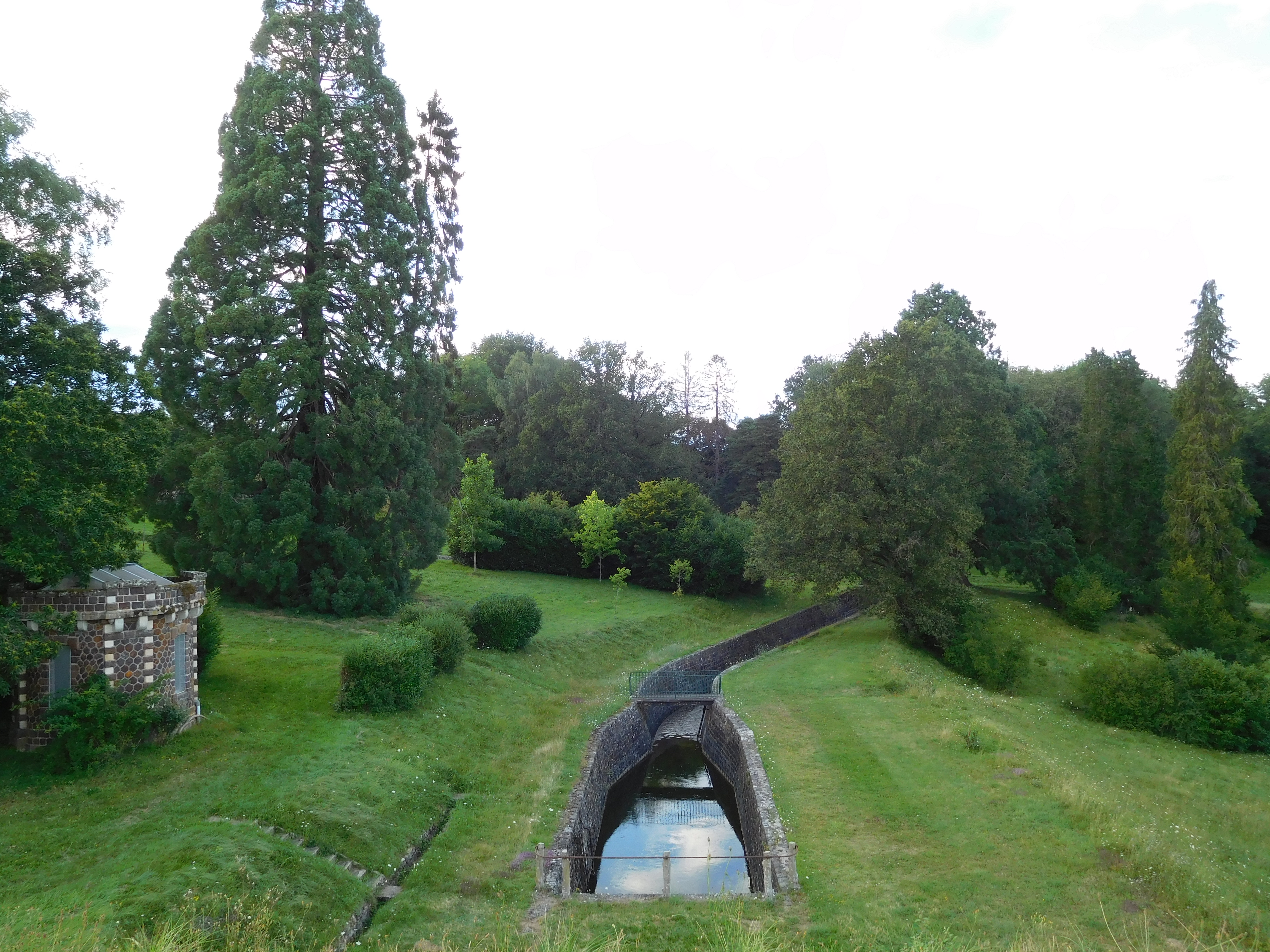
Déversoir.
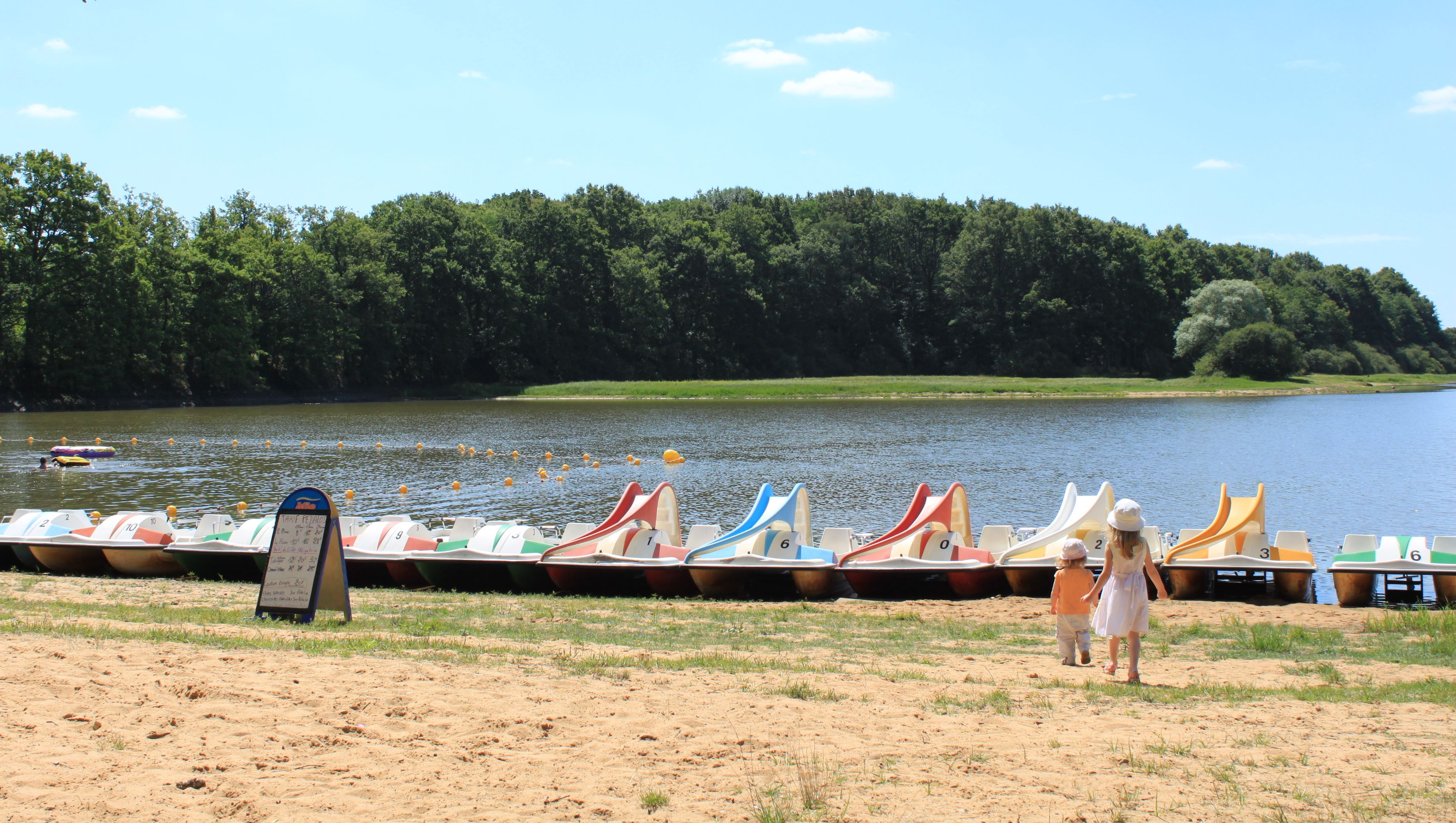
Station balnéaire.
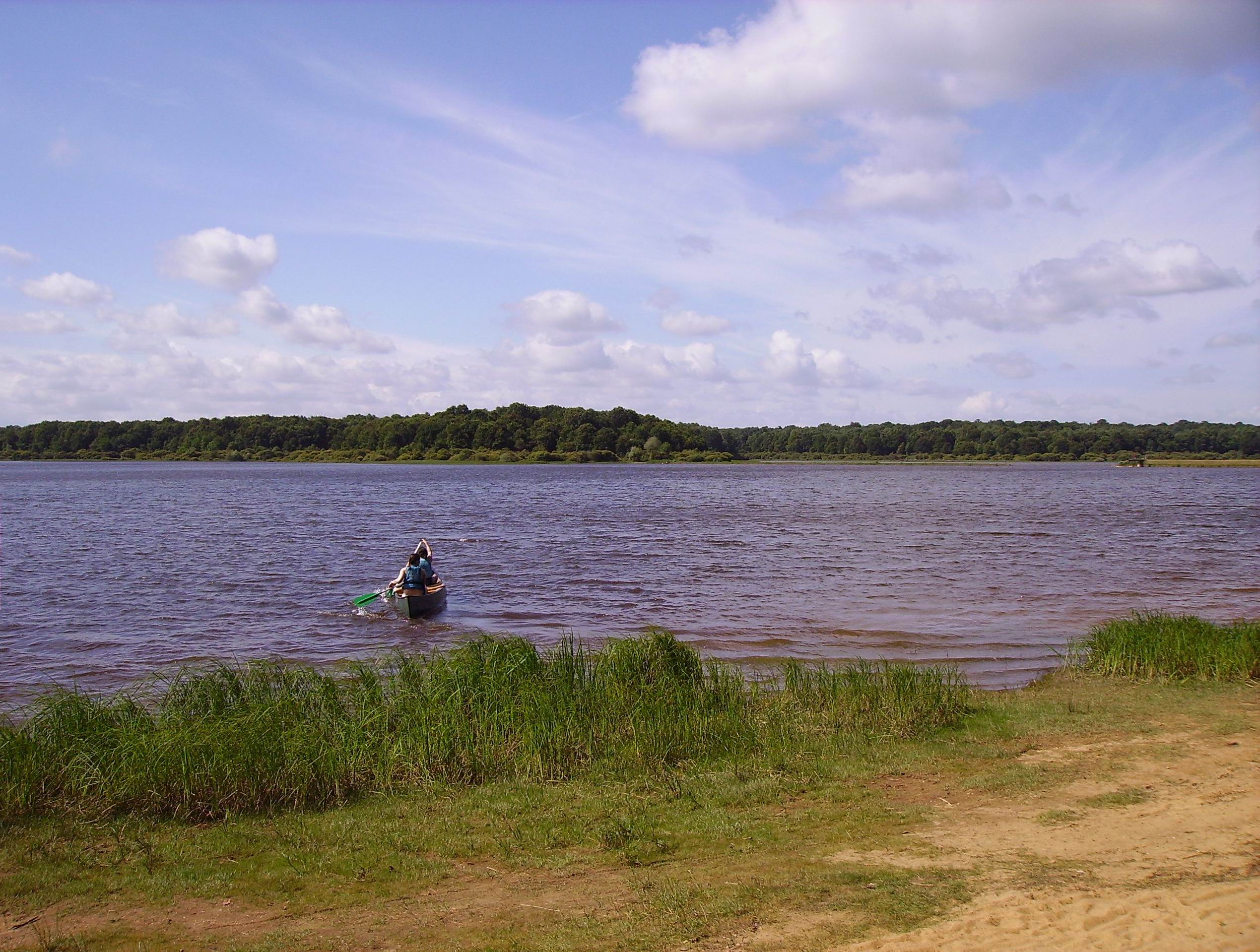

## Situation
- À environ 8 km à l'ouest de Saint-Sauveur-en-Puisaye.
- À 180 km au sud de Paris et 40 km au sud-ouest d'Auxerre.
- Situé en bordure du département de la Nièvre.

## Activités
- « Baignade interdite dans le lac » sauf au camping grâce à sa plage aménagée et surveillée (en juillet-août).
- Vaste camping ombragé.
- Club de voile, le « Centre nautique de Bourgogne » classé[2].
- Pêche : ce lac renferme quantité de carnassiers tels le sandre et le brochet ; il est aussi apprécié par les carpistes (les prises peuvent dépasser 20 kg). Le lac du Bourdon a accueilli en 2015 les championnats de France de pêche à la carpe et du 20 au 24 septembre 2016, les championnats du monde de pêche à la carpe[3].
- Sentier de randonnée formant une boucle PR depuis Saint-Fargeau.

Afin de préserver une nature sauvage, les embarcations à moteur ne sont pas autorisées.

## Quelques chiffres
- Superficie : 220 ha.
- Longueur de la digue nord : 330 m.
- Altitude de la digue nord : 218 m (présence d'un repère du réseau NGF-IGN69).